# Drilling M30
Der Drilling M30 war eine von der Luftwaffe – außerhalb des eigentlichen Rüstungsprozesses – vor dem Zweiten Weltkrieg in ungefähr 2500 Exemplaren beschaffte Handfeuerwaffe. Hergestellt wurden die Drillinge M30 von J. P. Sauer & Sohn in Suhl nach den hohen Qualitätsstandards für zivile Jagdwaffen der Vorkriegszeit.

## Beschreibung

Laufquerschnitt (schematisch)

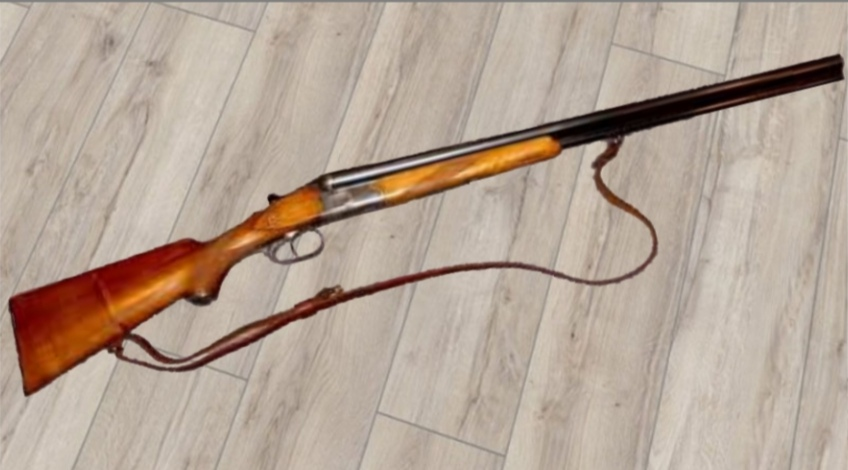
Luftwaffen-Drilling

Der Drilling M30 ist ein klassischer hahnloser Jagddrilling mit Kipplaufverschluss. Die Waffe wurde zerlegt in einem Aluminiumkoffer, zusammen mit 20 Flintenlaufgeschossen 12/65, 25 Schrotpatronen 12/65 mit 3,5-mm-Schrot und 20 Schuss 9,3×74-mm-R-Jagdmunition, während des Einsatzes im Flugzeug aufbewahrt. Der Drilling hat zwei Abzüge; der hintere feuert den linken Flintenlauf und der vordere den rechten Flintenlauf sowie den Kugellauf. Um zwischen Flinten- und Kugellauf zu wählen, befindet sich oben auf dem Griffrücken ein Schiebeschalter, der auch die Kimme aufklappt.
Im Falle einer Notlandung oder eines Absturzes sollte der Drilling den Besatzungen von Flugzeugen, vor allem im Hinblick auf das Einsatzgebiet Nordafrika, als Überlebensausrüstung zur Jagd auf Wild und zur Selbstverteidigung dienen. Umgangssprachlich ist die Waffe auch als Luftwaffen-Drilling bekannt.